# Regolo per convento
Il regolo per convento è un tipo di solaio, di origine medievale ma comunemente utilizzato ancora nei primi decenni del XX secolo, in cui la giunzione delle tavole, detta "convento", è nascosta da listelli di legno, detti "regoli".